# La Pommeraye (Maine-et-Loire)
La Pommeraye korábbi község Franciaország Loire mente régiójában, Maine-et-Loire megyében. 2015. december 15-én tíz másik korábbi községgel egyesült és Mauges-sur-Loire új község része lett.
Lakosainak száma 4002 fő (2018. január 1.). La Pommeraye Montjean-sur-Loire, Chalonnes-sur-Loire, Saint-Laurent-de-la-Plaine, Bourgneuf-en-Mauges, Saint-Quentin-en-Mauges, Beausse és Le Mesnil-en-Vallée községekkel határos.

## Népesség
A település népességének változása:
| Lakosok száma | 2947 | 3084 | 3197 | 3564 | 3623 | 4007 | 4000 | 18 808 | 4111 | 4002 |
|               | 1962 | 1968 | 1975 | 1990 | 1999 | 2008 | 2013 | 2016   | 2017 | 2018 |